# Tegal Cangkring
Tegal Cangkring is een bestuurslaag in het regentschap Jembrana van de provincie Bali, Indonesië. Tegal Cangkring telt 6811 inwoners (volkstelling 2010).